# Schloss Åkeshov

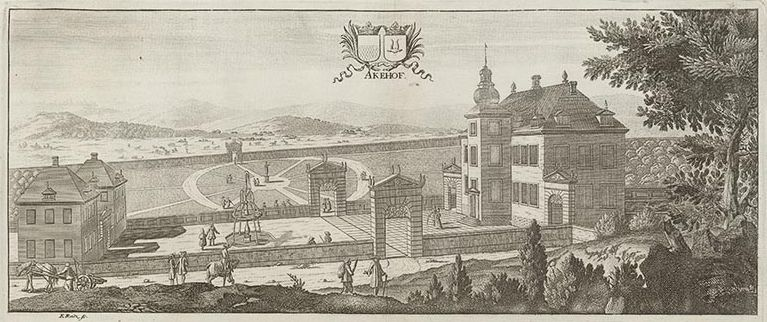
"Åkehof", Schloss Åkeshov im 17. Jahrhundert, von Westen, nach Suecia antiqua et hodierna

Schloss Åkeshov ist ein Prachtbau im Stockholmer Stadtteil Bromma. Es liegt direkt an der U-Bahn-Station Åkeshov.

## Geschichte

### 17. Jahrhundert
Das zum Schloss gehörende Gut hatte ursprünglich den Namen Nockeby. Es war im 15. Jahrhundert im Besitz von Peder Ålänning, der Ratsmann in Stockholm war.
Über die Adelsmänner Ericus Schroderus und Christoffer Ludvig Rasche ging das Gut 1635 an den Reichsmarschall Åke Axelsson (1594–1655) von Adelsgeschlecht Natt och Dag. Dieser ließ um 1650 das Schloss errichten, das nach ihm benannt wurde. Zu Åkeshov gehörten weite Landflächen, die heutigen Stockholmer Ortsteile Nockeby, Nockebyhov, Höglandet, Åkeslund und Riksby.
Das ursprüngliche Schloss hatte zwei Etagen, ein Walmdach, ein hervorspringendes Treppenhaus und zwei quadratische Zusatzgebäude mit pyramidenförmigem Dach. Der gepflasterte Innenhof war durch Mauern begrenzt, die auf beiden Seiten durch markante Tore durchbrochen waren. Auch zwischen den zwei Gebäuden am Eingang gab es ein Tor und auf dem Hof befand sich ein Springbrunnen.

### 18. Jahrhundert
Das Schloss wurde mehrmals umgebaut, darunter 1723 und 1740 durch den Architekten Carl Hårleman. Beim Umbau von 1723 wurde das unmoderne Treppenhaus entfernt und die Dachform geändert. 1740 erhielten die quadratischen Gebäude Anbauten und in der Nähe des Hauptgebäudes entstand eine Orangerie.
Die Besitzer des Schlosses wechselten meist durch Erbschaft oder Heirat. 1690 wurde Åkeshov von der Krone eingezogen, doch kurz darauf an die Adelsfamilie Stenbock verkauft. 1719 mussten russische Kriegsgefangene aus dem Großen Nordischen Krieg eine Mauer um das Gutsgelände errichten. Die Mauer hat eine Höhe zwischen 1 und 1,5 Meter. 1720 ging Åkeshov an den Freiherren Gabriel Stierncrona (1669–1723), der das Eigentum zu einem Familienfideikommiss für seine Nachkommen umwandelte.

### 19. und 20. Jahrhundert
Das Gut verblieb bis 1853 Fideikommiss der Familie Stierncrona, doch David Erik Stierncrona tauschte es in diesem Jahr gegen einen Guthof in Halland. Neuer Besitzer wurde Karolina Gustava von Friesendorff und ihr Sohn verkaufte Åkeshov 1873 an die Firma Olsson & Rosenlund. 1904 kaufte die Stadt Stockholm das Schloss und die dazugehörenden Landeigentümer für 400.000 Kronen. In der folgenden Zeit wurde das Gelände in kleinere Grundstücke geteilt und später mit Villen und Mehrfamilienhäusern bebaut.
Ab 1910 hatte das so genannte Margaretaheim für Kinder mit Epilepsie und geistigen Störungen sein Domizil im Hauptgebäude und kurz darauf wurde das Schloss als Hilfsschule genutzt. Im Zweiten Weltkrieg waren hier baltische Flüchtlinge untergebracht und danach fungierte das Schloss zeitweilig als Notunterkunft für Obdachlose. Später wurde Åkeshov von einer Allgemeinschule genutzt und nach einer umfassenden Restaurierung war es von 1958 bis 1987 vermietet an die Kirchengemeinde von Bromma, die hier das Büro des Pastors einrichtete. Seit 1988 wird das Schloss als Hotel und Konferenzzentrum genutzt.
Wo früher die Orangerie lag, gibt es heute ein Gewächshaus für Tulpen (Tulpanens Hus) mit Café und Kunstausstellung. Ab 1939 befanden sich die königlichen Schafe in einem Stall westlich des Schlosses, doch dieser brannte 1989 ab. Heute gibt es hier ein Heim für herrenlose Hunde.

## Galerie

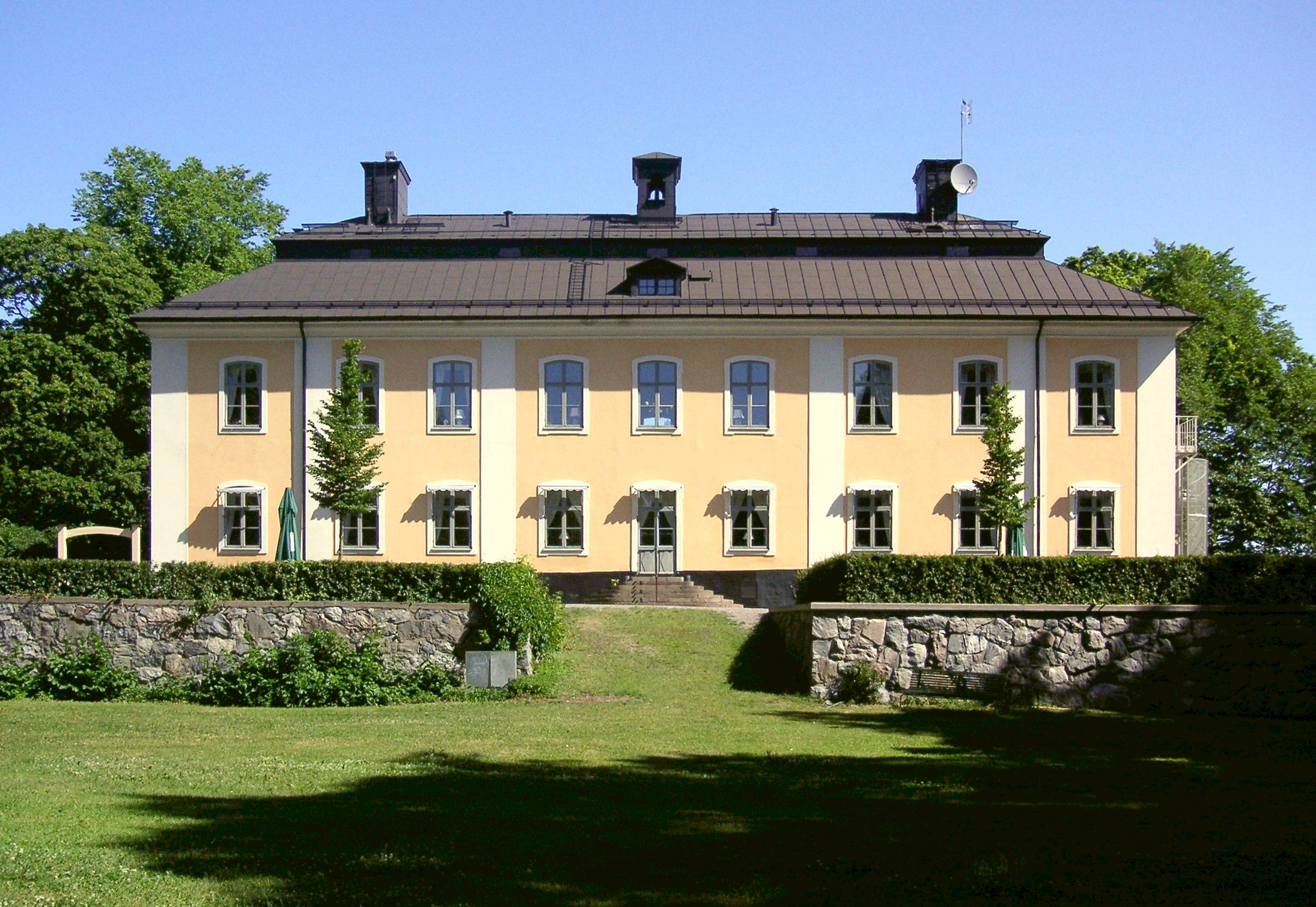
Das Schloss von der Parkseite
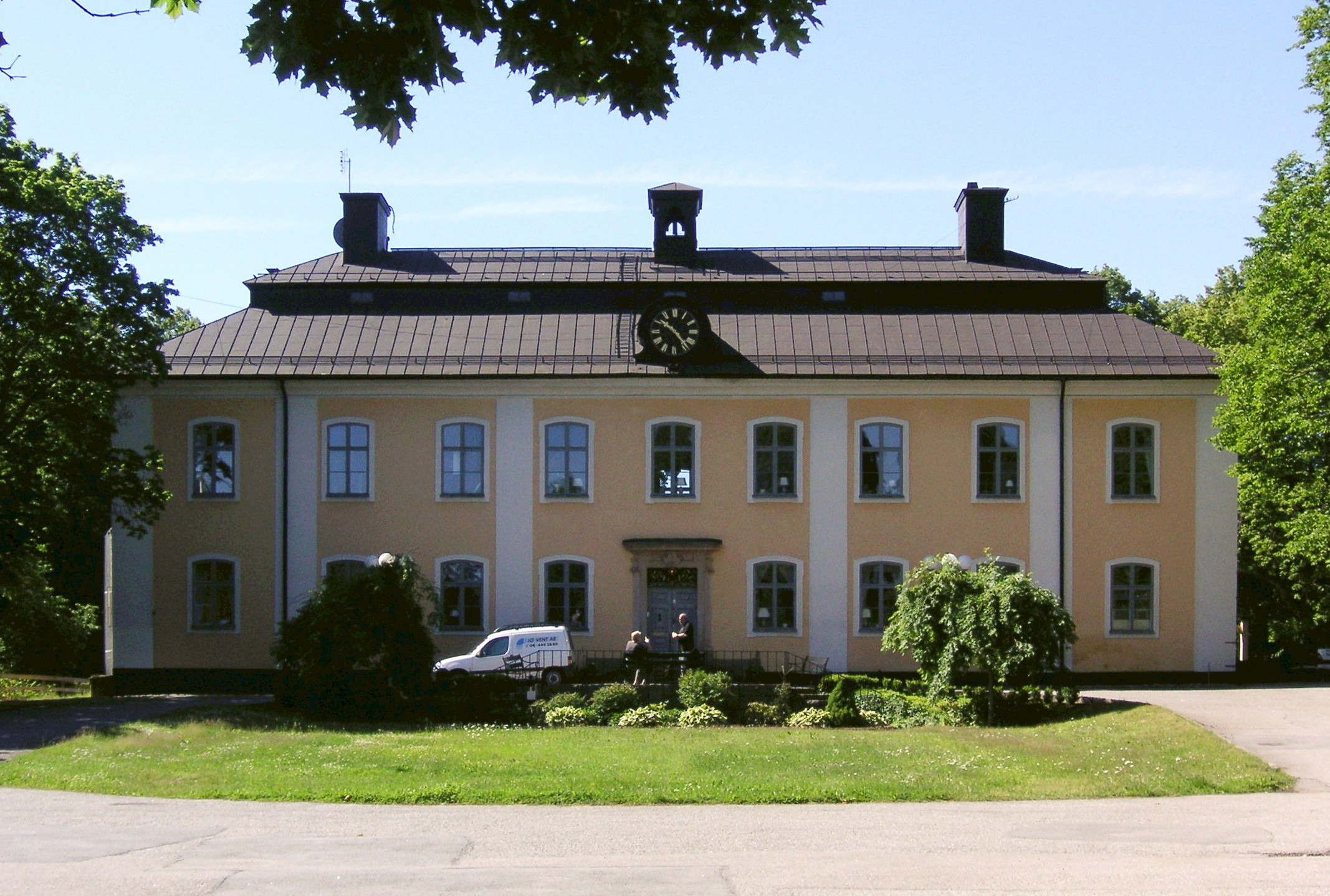
Das Schloss vom Eingang gesehen
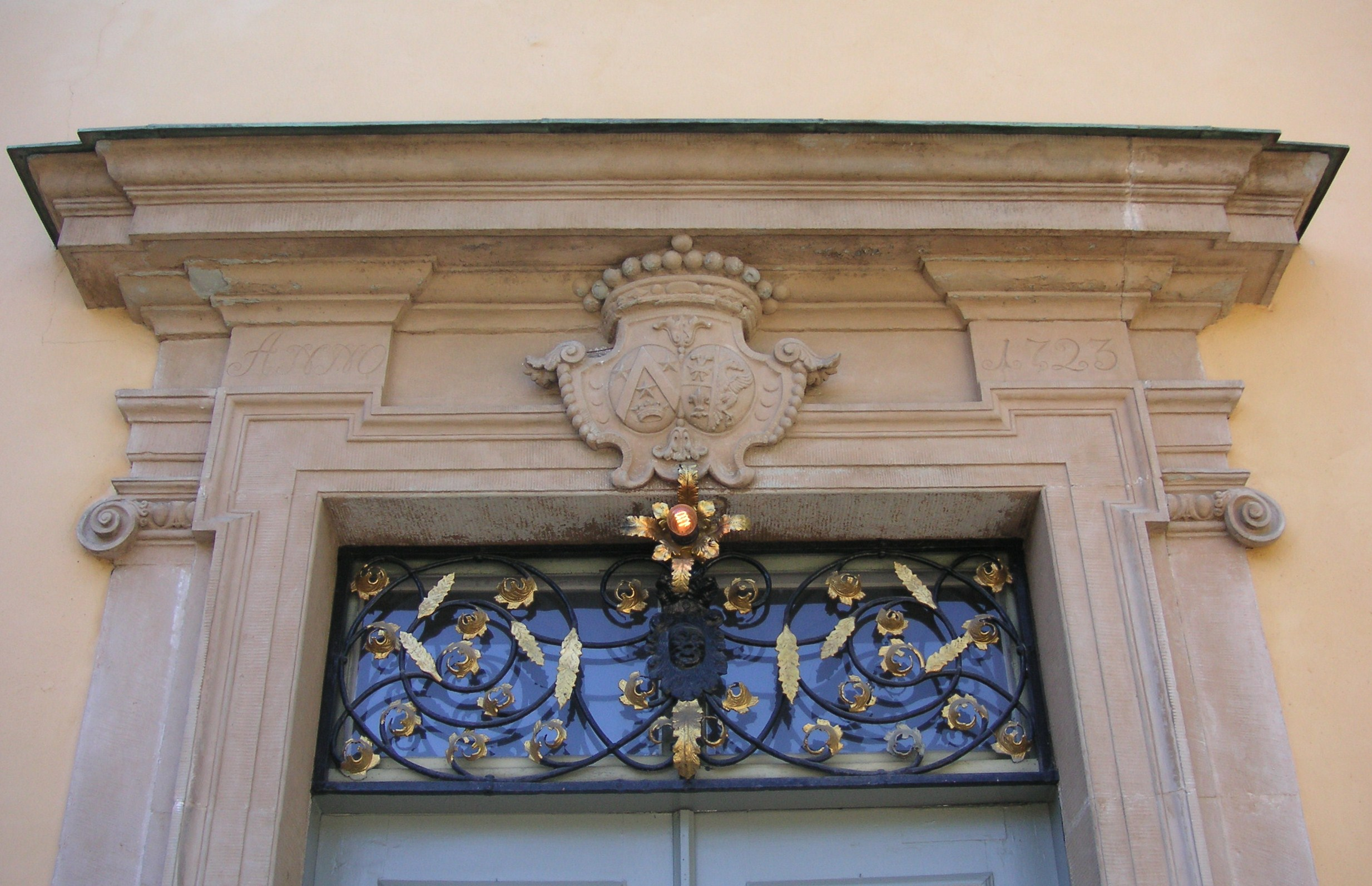
Detail des Portales, datiert 1723
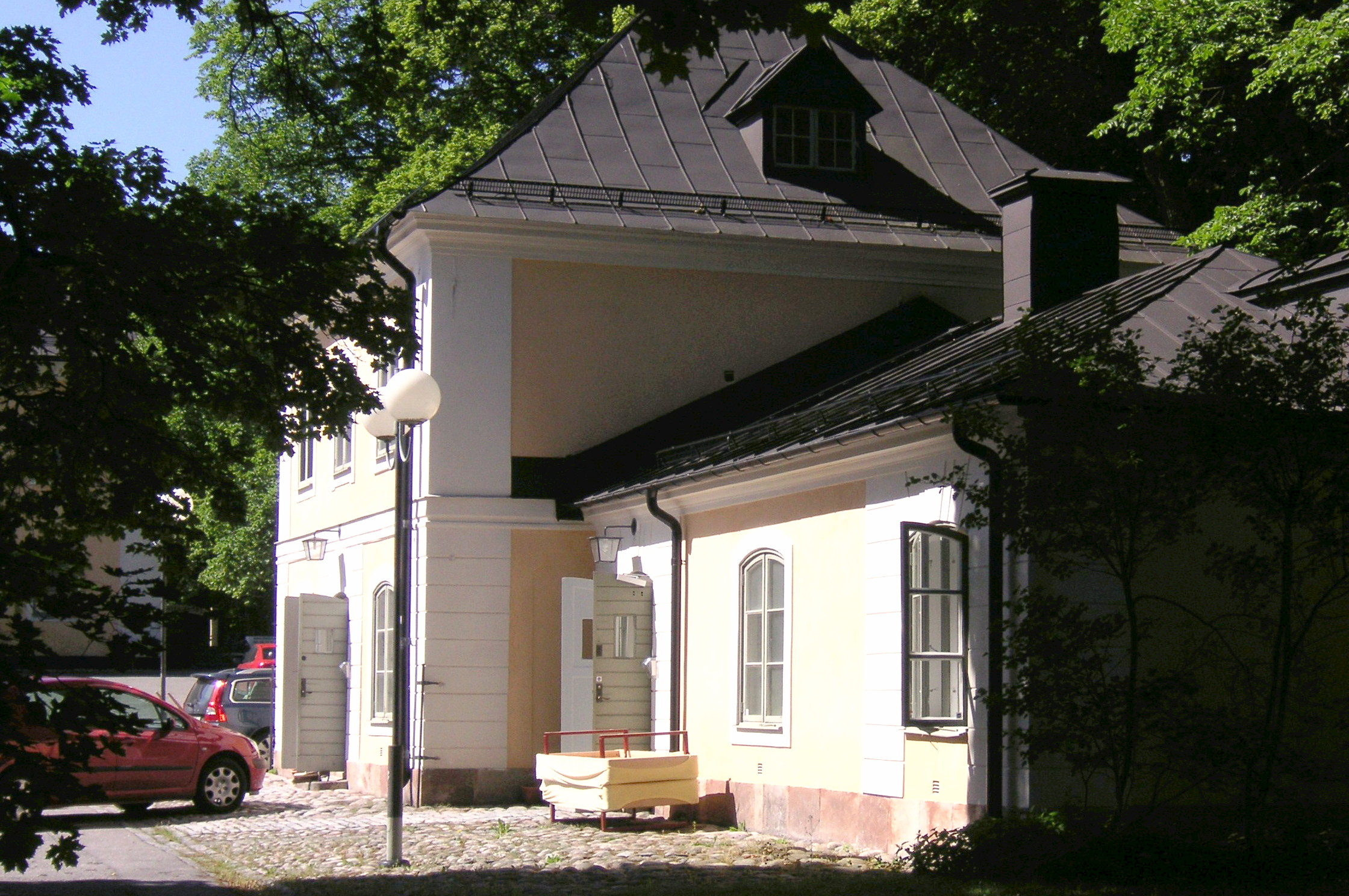
Das westliche Nebengebäude (Flügel)